# Liste des édifices labellisés « Patrimoine du XXe siècle » des Hautes-Pyrénées
Cet article recense les monuments historiques protégés au titre du Patrimoine du XXe siècle du département des Hautes-Pyrénées, en France.

## Liste
Au 13 octobre 2017, les Hautes-Pyrénées comptent treize édifices protégés du patrimoine du XXe siècle.
| Monument                                                                         | Commune             | Adresse                            | Coordonnées                        | Notice         | Protection | Date | Illustration                                                                     |
| -------------------------------------------------------------------------------- | ------------------- | ---------------------------------- | ---------------------------------- | -------------- | ---------- | ---- | -------------------------------------------------------------------------------- |
| Barrage de Cap-de-Long                                                           | Aragnouet           |                                    | 42° 49′ 15″ nord, 0° 08′ 30″ est   | « EA65000002 » | Inscrit    | 2017 | Barrage de Cap-de-Long                                                           |
| Barrage de Migouélou                                                             | Arrens-Marsous      |                                    | 42° 53′ 18″ nord, 0° 17′ 57″ ouest | « EA65000001 » | Inscrit    | 2017 | Image manquante Téléverser                                                       |
| Villa Oustau                                                                     | Aureilhan           | 24 avenue Jean-Jaurès              | 43° 14′ 12″ nord, 0° 05′ 38″ est   | « PA00132680 » | Inscrit    | 1994 | Villa Oustau                                                                     |
| Siège de l'observatoire du Pic du Midi                                           | Bagnères-de-Bigorre | 2 rue du Pont de la Moulette       | 43° 03′ 33″ nord, 0° 08′ 56″ est   | « EA65000008 » | Inscrit    | 2017 | Image manquante Téléverser                                                       |
| Musée Salies                                                                     | Bagnères-de-Bigorre | 7 rue des Thermes                  | 43° 03′ 46″ nord, 0° 08′ 46″ est   | « PA65000018 » | Inscrit    | 2015 | Musée Salies                                                                     |
| Observatoire du Pic du Midi de Bigorre; bâtiment interministériel du Pic du Midi | Bagnères-de-Bigorre |                                    | 42° 56′ 13″ nord, 0° 08′ 29″ est   | « EA65000007 » | Inscrit    | 2017 | Observatoire du Pic du Midi de Bigorre; bâtiment interministériel du Pic du Midi |
| Paravalanche de Castillon                                                        | Bagnères-de-Bigorre | RD 918                             | 42° 55′ 12″ nord, 0° 11′ 42″ est   | « EA65000006 » | Inscrit    | 2017 | Paravalanche de Castillon                                                        |
| Atelier Edmond Lay                                                               | Barbazan-Debat      | 14 Avenue du Pic-du-Midi           | 43° 11′ 33″ nord, 0° 07′ 57″ est   | « PA65000021 » | Inscrit    | 2016 | Image manquante Téléverser                                                       |
| Maison Edmond Lay                                                                | Barbazan-Debat      | 20 Avenue du Pic-du-Midi           | 43° 11′ 19″ nord, 0° 07′ 54″ est   | « PA65000020 » | Inscrit    | 2016 | Image manquante Téléverser                                                       |
| Église de la Sainte-Trinité de Capvern-les-Bains                                 | Capvern             | Capvern-les-Bains                  | 43° 07′ 16″ nord, 0° 18′ 28″ est   | « PA65000010 » | Inscrit    | 2006 | Église de la Sainte-Trinité de Capvern-les-Bains                                 |
| Pavillon d’accueil du parc national des Pyrénées                                 | Cauterets           | Plateau du Pountas, Pont d'Espagne | 42° 51′ 06″ nord, 0° 08′ 13″ ouest | « EA65000004 » | Inscrit    | 2017 | Image manquante Téléverser                                                       |
| Centrale hydroélectrique de Pragnères                                            | Gavarnie-Gèdre      | Pragnères                          | 42° 49′ 16″ nord, 0° 00′ 38″ est   | « EA65000003 » | Inscrit    | 2017 | Centrale hydroélectrique de Pragnères                                            |
| Sanctuaire de Lourdes                                                            | Lourdes             | Boulevard de la Grotte             | 43° 05′ 51″ nord, 0° 03′ 30″ ouest | « PA00135471 » | Inscrit    | 1995 | Sanctuaire de Lourdes                                                            |
| Centre culturel et sportif Léo Lagrange                                          | Séméac              | 9 rue Jules Ferry                  | 43° 13′ 37″ nord, 0° 06′ 14″ est   | « EA65000005 » | Inscrit    | 2017 | Centre culturel et sportif Léo Lagrange                                          |
| Résidence Le Navarre                                                             | Tarbes              | 18 boulevard Henri IV              | 43° 13′ 58″ nord, 0° 03′ 45″ est   | « EA65000009 » | Inscrit    | 2017 | Résidence Le Navarre                                                             |